# Hasmik
Hasmik (en armenio: Հասմիկ) (nacida como Taguhi Hakobyan (en armenio: Թագուհի Հակոբյան), 21 de marzo de 1878 - 23 de agosto de1947) fue una actriz soviética-armenia. Apareció en 13 películas entre 1926 y 1943.

## Premios
- Artista del pueblo de la RSS de Armenia (1935)
- Hero of Labour (1936)
- Orden de la Bandera Roja del Trabajo (1945)

## Filmografía
- Namus (1925)
- Evil Spirit (1927)
- Gikor (1934)
- Pepo (1935)
- Zangezur (1938)
- David Bek (1944)